# 나일강
나일강(영어: Nile, 아랍어: النيل an-nīl[*])은 아프리카 대륙의 동북부를 흐르는 강이다. 총 길이는 6,650km(6,695km)이며 세계에서 가장 긴 강이다.
이집트를 흐르는 나일강은 정기적으로 범람하기 때문에, 범람이 끝난 후 농지를 원래대로 복구하기 위해 고대 이집트 문명에서는 측량과 기하학이 특히 발달했다.
수해를 막기 위해 아스완 댐, 아스완 하이 댐 등이 건설되었다.

## 이름

나일강을 뜻하는 고대 이집트어 이테루의 신성 문자 표기 itrw.

‘나일(영어: Nile)’이라는 명칭은 ‘강’이라는 뜻의 고대 셈어 '나할(nahal)'에서 온 것으로 여겨지는데, 이는 역시 히브리어로 '강'을 뜻하는 나할(히브리어: נח"ל nachal)의 어원이기도 하다.
고대 이집트어로는 나일강을 이테루(iteru)라고 불렀는데, ‘큰 강’이란 뜻이다.

## 지리
나일강은 빅토리아호와 에티오피아 고원에서 발원하여 북쪽으로 흘러 이집트의 지중해로 유입되는 강이다. 보는 관점에 따라 세계에서 가장 긴 강으로 불리기도 하며, 나일은 본류가 여러 개인 몇 안 되는 하천 중의 하나이다.
가장 긴 흐름은 백나일로 빅토리아 호의 북쪽 끝에서 시작하는데 동아프리카 지구대로 떨어지는 머치슨 폭포까지는 빅토리아 나일이라고도 부른다.
강은 앨버트 호를 가로 질러(이 구간은 앨버트 나일이라고 부른다.) 연속되는 협곡을 지나 남수단의 수드 평원의 넓은 습지대로 흘러간다. 하르툼에서 백나일은 청나일과 합류한다. 청나일은 에티오피아 고원의 타나 호에서 발원한다.
하르툼에서 이집트 남부까지 6개의 대형 폭포를 지나고, 이후에는 사막의 급경사면을 따라 좁고 길게 흘러 카이로에 이르러 넓은 삼각주에 도달한다. 이 삼각주 지역과 나일강의 좁고 긴 녹색 띠 지역은 이집트 전체 면적의 3% 밖에 안 되지만 인구의 대부분이 거주하고 농업의 전체를 담당한다.
백나일과 청나일 두 지류 덕분에 나일강의 유량은 안정적으로 흐르면서 비옥한 퇴적물이 공급된다. 백나일은 하르툼 하류를 흐르는 유량의 16%만을 공급하지만 상류가 적도의 열대우림 지대에서 흐르기 때문에 나일강의 수량을 안정적으로 유지하게 해준다. 청나일은 84%의 유량을 공급하면서 나일강 유량 변화를 주도한다. 나일강의 주기적인 범람으로 인해 비옥한 미립질의 검은 토양이 하류의 충적지대에 공급되는데 이 범람은 에티오피아 고원의 겨울철 강우와 눈 녹은 물 때문이다. 범람의 시작은 하르툼의 경우 4월이며 북쪽으로 갈수록 조금씩 늦어져서 카이로에서는 10월에 최고조에 달한다.
1970년에 준공된 아스완하이 댐은 수단 국경지역까지 형성된 거대한 인공호수인 나세르 호를 만들었다. 댐 건설로 나일강 하류의 유량 변화는 상당한 정도로 안정되었다.

## 지도

나일강의 두 지류인 백나일과 청나일을 함께 보여주는 지도

## 같이 보기
- 크기 정도 (길이)
- 강 목록